# 国民革命军第八十五军
国民革命军第八十五军是国民革命军中央嫡系的一个军。

## 历史
1931年中央教导第2师、第3师分别改编为第4师、第89师，并组建为国民革命军第十三军。
1937年11月第十三军的第4师、第89师在晋南合编组成第八十五军，为汤恩伯起家嫡系部队。随即参加徐州会战：
- 王仲廉任军长
- 王万龄任副军长。
- 第4师，王万龄兼任师长；
- 第89师，张雪中任师长。

1938年6月东北军第五十三军第91师改隶该军，师长冯占海兼任第八十五军副军长。参加武汉会战。战后，该军撤到陕西汉中地区整训。整训后，参加了随枣会战和1938年的冬季攻势作战。
1939年初，第十三军第23师与第八十五军第89师对调建制关系。
1940年4月，第91师改隶组建新编第二军，新组建的预备第11师转隶85军。85军下辖第4师、第23师和预备第11师。
1940年5月，该军隶属第31集团军参加了枣宜会战。1940年11月，王仲廉升任第31集团军副总司令
- 李楚瀛继任军长
- 陈大庆、李宗鉴任副军长
- 第4师，石觉任师长；
- 第23师，倪祖耀任师长；
- 预备第11师，蒋当翊任师长。

1941年1月至10月，八十五军先后参加了豫南会战和第二次长沙会战。1942年，该军调至阜阳、蒙城、鲁山等地。
1942年10月，八十五军第4师与第十三军第110师对调。至此，汤恩伯起家的嫡系师均调入第十三军。1943年1月，该军隶属第15集团军后，李楚瀛升任第15集团军副总司令，
- 吴绍周继任军长，
- 张侧民、倪祖耀任副军长。
- 第23师，李必藩任师长；
- 第110师，廖运周任师长；
- 预备第11师，蒋当翊任师长。

不久，预备第11师改隶暂编第十五军，另将暂编第九军的暂编第27师（师长萧劲）改隶第八十五军。
1944年4月参加豫中会战后退至豫西卢氏县。1944年秋，该军暂编第27师奉命改隶国民革命军暂编第九军，暂编第55师（师长李守正）改隶该军。
1945年春，八十五军在参加豫西鄂北会战中伤亡惨重，战后调至陕西商南整训。日本投降后，该军奉命调至郑州一带受降。暂编第55师被裁减。
1946年上半年，八十五军改编为整编第85师，隶属整编第26军（第31集团军）。吴绍周改任师长，倪祖耀改任副师长。原辖第23师、第110师依次改编为整编第23旅和整编第110旅。由郑州渡黄河至豫北，参加了豫北战役。
1947年3月，对山东解放区重点进攻后，该军参加了泰蒙战役、孟良崮战役。1947年夏参加了阻止共军挺进大别山的追击和堵截战役、大别山区战役，增援豫东战场的战役、平汉路进攻战等作战。
1948年，该整编师隶属第12兵团，吴绍周任师长。1948年8月，该整编进行编制调整，新增第216旅，谷允怀任旅长。该整编师辖第23旅、第110旅、第216旅。1948年9月，整编第85师恢复第八十五军番号。吴绍周任军长，张文心任副军长，陈振威任参谋长。参加淮海战役的第2阶段作战中，该军第110师在师长廖运周的率领下举行战场起义；第23师在师长黄子华率领下集体向人民解放军投诚。该军其余部队被人民解放军全歼于宿县西南双堆集地区，兵团中将副司令长官兼军长吴绍周、少将副军长张文心、少将参谋长陈振威等被俘。  
1949年1月，在浙江义乌重新组建第八十五军，隶属第9编练司令部。吴求剑任军长，下辖：
- 第23师，杨继章任师长；
- 第110师：京沪警备司令部暂编第一纵队改编。廖运升任师长；1949年5月4日，该军第110师在师长廖运升的率领下在浙江义乌起义，加入人民解放军的行列。
- 第216师，谷允怀任师长。在福州战役中被全歼

配置在浙东地区，担任第2线防御任务。军部率其余部队逃到福建。1949年6月，该军番号被撤消，所属部队在福州编入其他军。